# Đội tuyển bóng đá bãi biển quốc gia Bolivia
Đội tuyển bóng đá bãi biển quốc gia Bolivia đại diện Bolivia ở các giải thi đấu bóng đá bãi biển quốc tế và được điều hành bởi Federación Boliviana de Fútbol (Liên đoàn bóng đá Bolivia), cơ quan quản lý bóng đá ở Bolivia.

## Đội hình hiện tại
Tính đến tháng 2 năm 2017
Ghi chú: Quốc kỳ chỉ đội tuyển quốc gia được xác định rõ trong điều lệ tư cách FIFA. Các cầu thủ có thể giữ hơn một quốc tịch ngoài FIFA.
| Số | VT | Quốc gia | Cầu thủ           |
| -- | -- | -------- | ----------------- |
| 1  | TM | Bolivia  | Remberto Portales |
| 2  | TĐ | Bolivia  | Carlos Guardia    |
| 3  | HV | Bolivia  | Marcelo Guzmán    |
| 4  | HV | Bolivia  | Jorge Suárez      |
| 5  | TĐ | Bolivia  | Oliver Algarañaz  |
| 6  | TV | Bolivia  | Yhonny Morón      |

| Số | VT | Quốc gia | Cầu thủ        |
| -- | -- | -------- | -------------- |
| 7  | TĐ | Bolivia  | Pablo Zapata   |
| 8  | TĐ | Bolivia  | Julio Zambrano |
| 9  | TĐ | Bolivia  | Iver Castedo   |
| 10 | TĐ | Bolivia  | Pedro López    |
| 11 | TĐ | Bolivia  | Berthy Alpire  |
| 12 | TM | Bolivia  | Carlos Carreño |

Huấn luyện viên: Antonio Gigliotti

## Thành tích
- Thành tích tốt nhất tại Giải vô địch bóng đá bãi biển thế giới khu vực Nam Mỹ: hạng 9
  - 2015
- Thành tích tốt nhất tại Copa América de Beach Soccer: Hạng 6
  - 2018
- Thành tích tốt nhất tại Đại hội thể thao bãi biển Bolivar best: Hạng 7
  - 2014

## Thành tích thi đấu

### Giải vô địch bóng đá bãi biển thế giới
| Năm         | Kết quả                  | St                       | T                        | T+                       | TP                       | B                        | BT                       | BB                       | HS                       |
| ----------- | ------------------------ | ------------------------ | ------------------------ | ------------------------ | ------------------------ | ------------------------ | ------------------------ | ------------------------ | ------------------------ |
| 1995 – 2013 | Không tham dự            | Không tham dự            | Không tham dự            | Không tham dự            | Không tham dự            | Không tham dự            | Không tham dự            | Không tham dự            | Không tham dự            |
| 2015 – 2017 | Không vượt qua vòng loại | Không vượt qua vòng loại | Không vượt qua vòng loại | Không vượt qua vòng loại | Không vượt qua vòng loại | Không vượt qua vòng loại | Không vượt qua vòng loại | Không vượt qua vòng loại | Không vượt qua vòng loại |
| 2019        | Chưa xác định            | Chưa xác định            | Chưa xác định            | Chưa xác định            | Chưa xác định            | Chưa xác định            | Chưa xác định            | Chưa xác định            | Chưa xác định            |
| Tổng cộng   | 0/19                     | 0                        | 0                        | 0                        | 0                        | 0                        | 0                        | 0                        | 0                        |

### Giải vô địch bóng đá bãi biển thế giới khu vực Nam Mỹ
| Năm       | Kết quả         | St            | T             | T+            | TP            | B             | BT            | BB            | HS            |
| --------- | --------------- | ------------- | ------------- | ------------- | ------------- | ------------- | ------------- | ------------- | ------------- |
| 2005      | Không tham dự   | Không tham dự | Không tham dự | Không tham dự | Không tham dự | Không tham dự | Không tham dự | Không tham dự | Không tham dự |
| 2006      | Không tham dự   | Không tham dự | Không tham dự | Không tham dự | Không tham dự | Không tham dự | Không tham dự | Không tham dự | Không tham dự |
| 2007      | Không tham dự   | Không tham dự | Không tham dự | Không tham dự | Không tham dự | Không tham dự | Không tham dự | Không tham dự | Không tham dự |
| 2008      | Không tham dự   | Không tham dự | Không tham dự | Không tham dự | Không tham dự | Không tham dự | Không tham dự | Không tham dự | Không tham dự |
| 2009      | Không tham dự   | Không tham dự | Không tham dự | Không tham dự | Không tham dự | Không tham dự | Không tham dự | Không tham dự | Không tham dự |
| 2011      | Không tham dự   | Không tham dự | Không tham dự | Không tham dự | Không tham dự | Không tham dự | Không tham dự | Không tham dự | Không tham dự |
| 2013      | Không tham dự   | Không tham dự | Không tham dự | Không tham dự | Không tham dự | Không tham dự | Không tham dự | Không tham dự | Không tham dự |
| 2015      | hạng 9 trên 10  | 5             | 1             | 0             | 0             | 4             | 15            | 21            | –6            |
| 2017      | Hạng 10 trên 10 | 5             | 0             | 0             | 0             | 5             | 9             | 32            | –23           |
| Tổng cộng | 2/9             | 10            | 1             | 0             | 0             | 9             | 24            | 53            | –29           |

 – Ghi chú: 2005 và 2007 được tổ chức kết hợp với CONCACAF

### Copa América de Beach Soccer
| Năm       | Kết quả        | St | T | T+ | TP | B | BT | BB | HS  |
| --------- | -------------- | -- | - | -- | -- | - | -- | -- | --- |
| 2016      | Hạng 7 trên 10 | 5  | 2 | 0  | 0  | 3 | 18 | 27 | –9  |
| 2018      | Hạng 6 trên 10 | 5  | 1 | 1  | 0  | 3 | 26 | 29 | –3  |
| Tổng cộng | 2/2            | 10 | 3 | 1  | 0  | 6 | 44 | 56 | –12 |